# Пашен, Энрике
Энрике Федрико Маурисио Пашен (нем. Enrique Fedrico Mauricio Paschen; 30 декабря 1850, Такубая, Мехико — 22 октября 1936, Гамбург) — немецкий врач, вакцинолог и микробиолог; специалист по натуральной оспе; профессор Гамбургского университета.

## Биография
Энрике Федрико Маурисио Пашен родился 30 декабря 1860 года в Мехико в семье коммерческого консула в Мексике Конрада Г. Пашена (Conrad G. Paschen). Энрике был студентом медицинских факультетов Гейдельбергского и Лейпцигского университетов. После получения высшего образования (доктор медицины с 1885 года) он стал ассистентом врача в гамбургской клинике Святого Георга (Asklepios Klinik St. Georg) и Берлинской гинекологической клинике; в 1888 году он стал практикующим врачом в Гамбурге, а с 1890 по 1911 — являлся ассистентом врача в гамбургском государственном вакцинационном центре (Гамбургский оспенный институт) (Staatsimpfanstalt). С 1914 по 1916 года состоял старшим врачом данного учреждения. С 1916 по 1930 года его директор. Профессор с 1913 года.
Открыл и описал в 1906 году в содержимом пустул от оспавкцины у человека и при натуральной оспе кокковидные тельца (в дальнейшем названные его именем) видные под микроскопом. Он считал их возбудителем натуральной оспы. В дальнейшем их этиологическая роль была подтверждена М. А. Морозовым, с которым Пашен переписывался. Также открыл способ наблюдать (метод окраски) вирионы натуральной оспы в препарате клеток — тельца Пашена.
В 1911 и 1912 годах Пашен проверял действие прививки от оспы в Королевском заповеднике в Того. В 1912 году он также стал профессором в Гамбургском университете — после своего выхода на пенсию работал в Институте тропической медицины и являлся почетным профессором университета. 11 ноября 1933 года Пашен был среди более 900 ученых и преподавателей немецких университетов и вузов, подписавших «Заявление профессоров о поддержке Адольфа Гитлера и национал-социалистического государства». Он был избран членом Леопольдины в 1936 году — скончался 22 октября в Гамбурге.
Лауреат золотой медали П. Эрлиха.

## Работы
- Was wissen wir üb. d. Vakzineerreger?, in: Münchener med. Wschr. 53, 1906, S. 2391—2393;
- Ber. üb. d. Reise z. Erforsch, u. Bekämpfung d. Pocken in Togo, in: Archiv f. Schiffs- u. Tropenhygiene 16, 1912, Beih. 8;
- Vaccine u. Vaccineausschläge, in: Hdb. d. Haut- u. Geschlechtskrankheiten II, 1932;
- Technik d. mikroskop. Unters. d. Pockenvirus, in: Hdb d. biolog. Arbeitsmethoden. Abt. 13, Bd. 2, 1933, S. 567—594.